# 비지스
비지스(Bee Gees)는 1958년 배리, 로빈, 모리스 깁 형제가 결성한 음악 그룹이다. 이들 트리오는 특히 1960년대 후반에서 1970년대 초반 사이 큰 성공을 거두었고, 1970년대 중후반에 디스코로 전향하여 대표적인 디스코 그룹이 되었다.
비지스는 독특한 삼부 성조의 합창으로 노래하였다. 로빈의 선명한 비브라토는 초기 히트곡에서 리드 보컬을 맡았고, 배리의 리듬 앤 블루스 풍의 가성은 1970년대 중후반부터 1980년대의 노래에서 비지스만의 독창적 소리를 대표하였다. 비지스는 각자가 스스로 작곡하고 연주하며 노래하는 싱어송라이터였을 뿐만 아니라 다른 음악가의 여러 히트곡을 작곡하고 제작에 참여하면서 대중 음악에 큰 발자취를 남겼다. 언론은 종종 비지스를 디스코의 제왕, 영국 최초의 하모니 패밀리, 댄스 음악의 제왕 등으로 불렀다.
배리, 로빈, 모리스 세 깁 형제는 맨 섬에서 태어나 1950년대 후반까지 영국 맨체스터의 콜턴에서 살았다. 형제는 1955년 스키플과 로큰롤을 연주하는 래틀스네이크스를 결성하여 활동하다 오스트레일리아 퀸즈랜드 주의 모튼 베이 지역에 있는 레드클리프로 이사하였으며, 나중에는 크립 섬으로 이주했다. 오스트레일리아에서 비지스로 그룹 이름을 바꾼 형제는 첫 히트곡을 낸 뒤 1967년 1월 음반 제작자 로버트 스티그우드의 홍보가 시작되면서 영국으로 돌아갔다. 1977년 영화 《토요일 밤의 열기》의 주제곡 Saturday Night Fever는 비지스의 경력에서 전환점이 되었으며, 영화와 사운드트랙 모두 전 세계적인 성공을 거두었다. 비지스는 이 노래로 올해의 앨범을 포함한 5 개 부문에서 그래미상을 수상하였다.
비지스의 음반 판매량은 전 세계에서 1억 2천만 장 이상으로 집계되지 않은 것까지 포함하면 2억 장 이상으로 추정되어 가장 많은 음반을 판 음악가 가운데 하나이다. 비지스는 대중 음악에서 가장 성공한 트리오로 평가된다. 1997년 로큰롤 명예의 전당에 헌액되었다. 명예의 전당에 있는 비지스 소개문에는 "비지스 보다 많은 음반을 판 음악가는 엘비스 프레슬리, 비틀즈, 마이클 잭슨, 가스 브룩스, 폴 매카트니 정도 뿐이다"라고 쓰여있다. 빌보드 핫 100에서 1위를 기록한 히트곡은 9 개로 역대 빌보드 차트 순위에서 비틀즈와 슈프림스에 이은 3 위를 차지하였다. 2002년 삼형제 전원이 대영 제국 훈장 3등급(CBE) 서훈 명단에 올랐다.
히트곡으로는 〈How Deep Is Your Love〉, 〈To Love Somebody〉, 〈Massachusetts〉, 〈Holiday〉, 〈You Win Again〉, 〈Jive Talkin'〉, 〈Stayin' Alive〉, 〈Tragedy〉, 〈Night Fever〉, 〈You Should Be Dancing〉, 〈Alone〉 등이 있다.
2003년 1월 모리스가 53세의 나이로 갑작스럽게 사망한 후, 배리와 로빈은 45년간의 활동을 마치고 그룹을 해산하였다. 2009년 배리와 로빈이 다시 비지스의 이름으로 활동하기로 하였으나 로빈의 건강 악화로 활동은 원활하지 못하였고 2012년 5월 로빈이 62세의 나이로 사망하면서 배리만이 유일한 생존 맴버가 되었다.

## 초기 활동과 비지스 결성

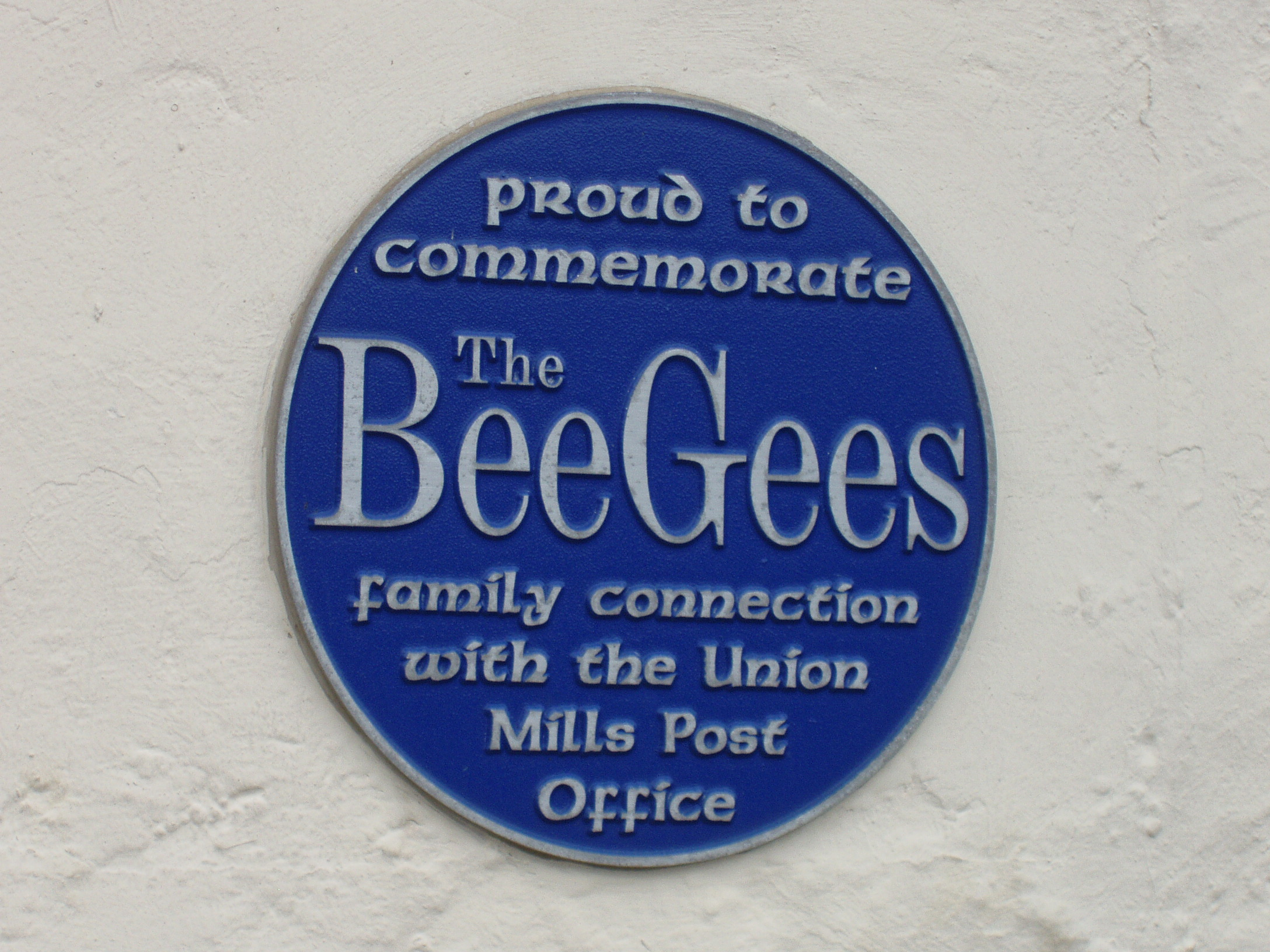
맨섬 유니언 밀스의 메이틀랜드 테라스/스트랭 로드 교차로에 있는 비지스 명판

1940년대 후반 맨 섬에서 태어난 깁 형제는 1955년 아버지 휴 깁의 고향인 맨체스터 콜튼컴하디로 이사하였다. 형제는 그곳에서 배리가 기타와 보컬을 담당하고 로빈과 모리스가 보컬을, 형제의 친구인 폴 프로스트가 드럼을, 케니 호록스가 차상자를 공명통으로 사용한 워시텁 베이스를 맡아 스키플/로큰롤을 연주하는 레틀스네이크스를 결성하였고 1957년 12월 노래를 시작하였다. 전해지는 이야기에 따르면 이들은 지역의 , 소년들은 화합하여 노래하기 시작했습니다. 전해지는 이야기에 따르면 그들은 지역 영화관에서 다른 아이들이 하던 것처럼 준비한 음반을 틀고 립싱크를 하려고 하였으나 극장에 가는 도중에 레코드 디스크가 깨지는 바람에 라이브로 노래를 해야 했다고 한다. 아직은 아마추어였던 이들의 라이브 공연이 청중의 호응을 얻으면서 형제는 본격적으로 음악을 하기로 결정하였다. 1958년 5월 프로스트와 호록스가 팀을 떠나 레틀스네이크스는 해체되었고 깁 형제는 "위 조니 헤이스 앤드 블루 캣츠"를 결성하였다.
1958년 8월, 누이 레슬리와 그해 3월에 태어난 앤디를 포함한 가족 전체가 오스트레일리아로 이주하여 퀸즈랜드 주의 레드클리프에 자리잡았다. 형제는 용돈 벌이를 위해 공연을 시작하였고, 1960년 레드클리프의 스피드웨이 경기장에서 막간을 이용하여 공연하였다. 이 때 형제들의 그룹 이름을 비지스(Bee Gees)로 정하였다. 훗날 팬들 가운데 많은 사람들이 비지스를 깁 형제(Brothers Gibb)의 약자로 생각했지만 실제는 다른 이유가 있었다. 스피드웨이 경주는 비포장 트렉 위를 달리는 자동차 경주였다. 이 경주의 홍보 담당이자 운전자이기도 하였던 빌 구드(Bill Goode)는 깁 형제를 브리즈번 라디오 진행자겸 디스크 자키였던 빌 게이츠에게 소개하였다. 형제는 경기 막간에 트럭 위에 올라 트랙을 돌며 공연하였고, 군중들은 그들을 위해 트랙 위로 돈을 던졌다. 이들의 공연이 좋은 호응을 얻자 게이츠는 깁 형제들의 맏이 배리의 B와 발 구드의 G를 따서 BGs라고 그룹을 소개하였고 이것이 비지스(Bee Gees)의 출발이 되었다.
그 후 몇 년 동안 비지스는 퀸즈랜드 해안의 리조트를 돌며 활동하였다. 1962년 비지스는 시드니 스타디움에서 열린 처비 체커의 콘서트에 초대 가수로 참여할 수 있었다. 1963년 당시 오스트레일리아의 유명한 록 가수였던 콜 조이는 배리의 작곡 실력에 관심을 갖고 비지스가 페스티벌 레코즈의 자회사 린던 레코즈와 계약을 맺도록 주선해 주었다.
1963년부터 1966년까지 깁 가족은 시드니 마루브러의 버너롱 가 171번지에 살았다. 훗날 로빈 깁은 이 때의 경험을 담은 노래 "Sydney"를 녹음했고 그의 사후에 발표된 앨범 《50 St. Catherine's Drive》 에 담겼다. 당시 깁 일가가 살던 집은 2016년 철거되었다.
1965년 발표한 "Wine and Women"은 어느 정도 인기를 끌었고 이에 힘입어 첫 LP 앨범 《The Bee Gees Sing and Play 14 Barry Gibb Songs》을 제작하였으나, 1966년 린던 레코즈는 비즈스가 상업적 성공이 부족하다고 판단하고 자신들의 가수 목록에서 제외하려고 하였다. 이때 형제는 새로운 독립 레이블인 스핀 레코즈의 A&R 매니저로 임명된 미국 출신 프로듀서 냇 키프너를 만났다. 키프너는 비지스의 매니저 역할을 하면서 이들을 스핀 레코즈로 이적시켰고 대신 페스티벌 레코즈에게 비지스 음반의 오스트레일리아 배포 권한을 부여하기로 하였다. 키프너는 시드니 교외에서 소규모 스튜디오를 운영하고 있던 오시 바이른을 비지스와 연결시켰고 스핀 레코즈 이적 후 비지스의 초기 음반은 대부분 여기서 녹음되었다. 1966년 중반 무렵 바이른은 비지스에게 자신의 스튜디오를 언제든 무제한 쓸 수 있도록 해 주었다. 비지스는 이러한 도움을 통해 스스로의 녹음 기술을 크게 향상시킬 수 있었다. 이 기간에 비지스의 첫 대규모 히트작 "Spicks and Specks"이 녹음되었다. 비지스는 자신들의 곡 뿐만 아니라 비틀즈와 같은 세계적 그룹의 노래를 커버하거나 당시 십대였던 냇 키프너의 아들 스티브 키프너가 이끄는 비트 밴드와 협주 하는 등 많은 활동을 하였다.
오스트레일리아에서의 삶이 그다지 성공적이지 못했던 깁 형제는 영국으로 돌아가기로 결정하고 1967년 1월 4일 오시 바이른과 함께 배에 올랐다. 1967년 1월 바다에 있는 동안 형제들은 "Spicks and Specks"이 올해 최고의 싱글로 선정되었다는 소식을 들었다.

## 첫 세계 투어

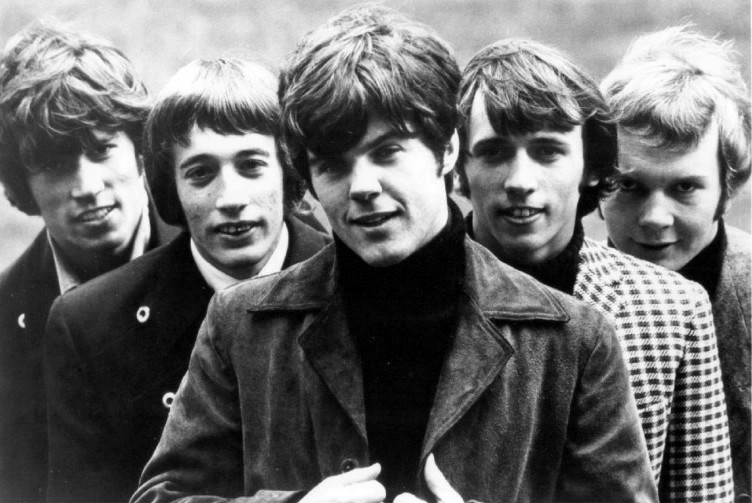
1967년의 비지스(왼쪽에서 오른쪽으로 배리 깁, 로빈 깁, 빈스 멜로우니, 모리스 깁, 콜린 피터슨)

깁 형제의 아버지 휴 깁은 영국으로 떠나기 전에 비틀즈의 매니저 역할을 하며 영국 음반 판매사인 NEMS의 이사로 있던 브라이언 엡스타인에게 비지스의 녹음 데모를 보냈다. 엡스타인은 이것을 최근 NEMS에 합류한 로버트 스티그우드에게 전달하였다. 1967년 2월 스티그우드는 비지스의 오디션을 보고 음반 계약을 결정하였다. 영국의 판권은 폴리도르 레코드가 가졌고, 미국은 앳코 레코드 였으며, 계약기간은 5년이었다. 첫 국제 앨범 작업은 빠르게 진행되었고 스티그우드는 홍보를 시작하였다.
스티그우드는 의도적으로 비틀즈와 비교하며 비지스를 "1967년의 가장 중요한 새로운 음악 천재"라고 선전하였다. 첫 국제 앨범을 제작하면서 비지스는 콜린 피터슨과 빈스 멜러니를 새 맴버로 받아들였다. 영국에서 처음 발매된 싱글은 오스트레일리아에서 제작한 "Spicks and Specks"이었고, 두번 째 싱글 "New York Mining Disaster 1941"이 스티그우드의 지휘아래 영국에서 녹음되었다.  스티그우드는 아무런 표시도 없는 흰색 빈 레이블에 노래 제목만 나열된 음반을 라디오 방송국에 배포하였다. 음반을 받아든 일부 디스크 자키들은 이것을 비틀즈의 새 싱글로 착각하였고 로테이션 목록에 집중적으로 편성하였다. 이 전략으로 "New York Mining Disaster 1941"는 영국과 미국 모두에서 상위 20위 안에 들었다.
훗날 비틀즈의 맴버였던 존 레논은 비지스가 초기에 비틀즈를 홍보 전략에 이용한 것에 대해 "70년대에 비지스를 보며 소리지르던 아이들에게 그냥 그건 비틀즈가 다시 만든 것이라 말해도 되요. 비지스에겐 아무런 문제가 없었죠. 그들은 정말, 잘했어요. 그것 말고 뭐가 있겠어요."라고 말했다.
한 번 인기 가도에 올라서자 다음 싱글인 "To Love Somebody"의 인기 몰이에는 속임수가 필요하지 않았다. 이 곡은 원래 오티스 레딩을 위해 작곡되었으나 배리가 부르게 되었고 이후 많은 음악가들에게 솔 바라드의 기준이 되었다. 미국에서 발매된 또 다른 싱글 "Holiday"는 최고 16위를 기록하였다.
비지스는 이미 앨범을 발매한 적이 있었지만 국제적 활동을 하며 만든 앨범을 첫 앨범이라는 의미로 《Bee Gees 1st》를 발표하였다. 이 앨범은 미국 7위, 영국 8위를 기록하였다. 앨범의 편곡은 빌 셰퍼드가 하였고, 런던의 노섬벌랜드 가에 있는 플레이하우스 시에터에서 빌 베브가 프로듀서를 맡아 첫번째 BBC 세션을 녹음하였다.  해당 세션은 《BBC Sessions: 1967–1973》(2008년)에 포함되어 있다. BBC 세션은 영국의 방송국 BBC가 자신들의 방송 프로그램을 위해 녹음한 버전으로 비지스를 비롯하여 레드 제플린, 더 후와 같은 음악 그룹들도 이러한 버전을 따로 제작한 바 있다. 《Bee Gees 1st》은 뉴욕에서 "영국의 최신 유행 가요"로 소개되었다. 이 해에 영국의 텔레비전 쇼 《톱 오브 더 팝스》에 출연하였다. 비지스의 첫 텔레비전 출연이었다.
1967년 후반 비지스는 두 번째 앨범을 녹음하기 시작하였다. 1967년 12월 21일 리버풀 대성당에서 "How On Earth?"라는 크리스마스 특집 텔레비전이 생방송으로 진행되었다. 비지스는 이 날을 위해 특별히 작곡한 "Thank You For Christmas"를 공연하였고, 이어서 "고요한 밤 거룩한 밤", "저 들 밖에 한 밤 중에", "Mary's Boy Child"와 같은 크리스마스 캐롤을 불렀다. 생방송의 노래는 모두 사전 녹음 된 것으로 생방송 중에는 립싱크를 하였다. 이 공연의 녹음은 2008년 재발매되었다.
1968년 1월 미국 투어가 시작되었다. 로스앤젤레스 경찰은 비틀즈의 방문 때 있었던 소동을 예상하고 특별 보안 조치를 내렸다. 2월에 발표한 앨범 《Horizontal》이 다시 인기를 누리며 수록곡 "Massachusetts"가 처음으로 영국 싱글 1위 (미국 11위)를 기록하였고 "World"는 영국 싱글 7위에 올랐다. 두번째 국제 앨범이었던 《Horizontal》은 이전보다 더 "록"의 요소가 강조되었지만 "And the Sun Will Shine", "Really and Sincerely"와 같은 발라드도 두드러졌다. 앨범 판매는 미국 12위, 영국 16위를 기록하였다.

《Horizontal》의 출시와 함께 비지스는 코펜하겐 콘서트와 함께 스칸디나비아 투어도 시작하였다. 비슷한 시기 비지스는 영화  《원더월》의 사운드트랙 제작을 제안받았지만 거절하였다고 한다. 1968년 2월 27일, 비지스는 17 명으로 구성된 매사추세츠 현악 오케스트라와 함께 뮤지크할러 함부르크에서 콘서트를 갖고 독일 투어를 시작하였다. 독일 투어 중이던 같은 해 3월 공연에는 프로콜 하럼이 함께 공연하였다. 로빈의 파트너인 몰리 헐리스는 "비틀마니아가 절정에 달했을 때 독일인들이 영국 팬보다 더 열광했다"고 회상하였다. 독일 투어 동안 그룹은 며칠 사이에 11개 공연장을 이동하며 18개의 콘서트를 열었고 브라운슈바이크 슈타트할러의 공연으로 독일 일정을 마무리 하였다. 그 후 일행은 스위스로 넘어갔다. 모리스는 스위스 투어를 다음과 같이 회상하였다.
취리히 공항에는 5천 명의 아이들이 모여 있었어요. 모두가 베른으로 떠나는데, 아이들이 유니언 잭을 흔들더군요. 호텔에 도착하니 경찰이 없었어요. 아이들이 차로 몰려들었죠. 우리가 들어가자 모든 창문이 부서질 듯 흔들렸고, 우리는 플로어에 섰지요.

3월 17일, 비지스는 《에드 설리번 쇼》에서 "Words"를 공연했다. 그날 밤 공연에 참여한 다른 음악가로는 루실 볼, 조지 해밀턴, 프랜 제프리스가 있다. 3월 27일, 밴드는 런던의 로열 앨버트 홀에서 공연하였다.
1968년 초 비지스는 두 개의 싱글을 더 제작하였다. 발라드인 "Words"는 영국 8위, 미국 15위를 기록하였고, "Jumbo"와 "The Singer Sang His Song"을 수록한 양면 싱글에서 "Jumbo"는 영국 25위, 미국 57위에 그친 반면 "The Singer Sang His Song"는 네덜란드에서 3위에 올랐다.
비지스는 1968년 8월 2일부터 7주간의 미국 투어를 시작할 예정이었지만, 이전부터 신경과민을 보이던 로빈이 7월 27일 쓰러져 의식을 잃고 런던 요양원에 입원하였다. 비지스는 로빈이 쉬는 사이 뉴욕에서 여섯 번째 앨범을 녹음하기 시작하였지만 로빈의 상태가 호전되지 않자 악기 연주 트렉 녹음과 데모 제작을 중단했다.

## 로빈의 탈퇴와 재결합

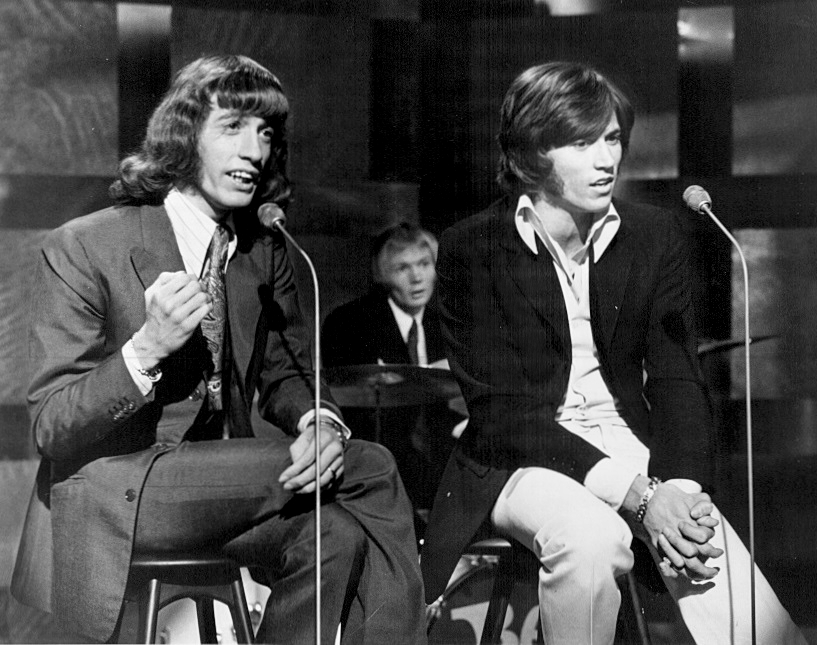
1969년 초 《톰 존스 쇼》에서 공연 중인 비지스. 이후 로빈이 그룹을 그만 두었다.

1969년 로빈은 스티그우드가 자신보다 배리를 프론트맨으로 선호한다고 느끼기 시작하였다. 1969년 초 《톱 오브 더 팝스》 와 《더 톰 존스 쇼》에 출연한 것을 끝으로 로빈은 그룹을 그만 두었다.
비지스의 다음 앨범은 《Masterpeace》라는 이름의 컨셉 앨범으로 제작될 예정이었지만, 제작 규모가 커지면서 《Odessa》로 발전하였다. 더블 앨범으로 A면과 B면이 있던 이 앨범은 타이틀 트랙으로 프로그레시브 록 느낌의 "Odessa (City on the Black Sea)"와 함께 컨트리 풍의 "Marley Purt Drive", "Give Your Best", 그리고 발라드 곡인 "Melody Fair ", "First of May" 등이 수록되며 비지스의 1960년대 최고 앨범이라는 평을 받았다. 이 가운데 "First of May"는 영국 싱글 차트 6위를 기록하였다. 로빈은 음반의 B면에 수록된 "Lamplight"가 A면에 있어야 한다고 생각하였고, 이에 대한 갈등으로 1969년 중반 그룹을 떠나 솔로 활동을 시작하였다.
로빈이 솔로 활동을 계속하는 동안 배리, 모리스, 피터슨은 계속 활동하며 다음 앨범인 《 Cucumber Castle》을 녹음하였다. 비지스는 런던에서 로빈이 없는 상태로 공연하였고 깁 형제의 여동생 리즐리를 그룹의 새 맴버로 영입하였다. 피터슨은 앨범 녹음에서 드럼을 연주하였지만 앨범 제작 이후 해고되었고 이 앨범을 주제로 한 영화 제작에는 테리 콕스가 드럼을 맡았다.
1970년 초 앨범이 발매된 이후 비지스는 내리막길을 걸었다. 싱글 "Don't Forget to Remember"는 영국에서 2위에 오르며 큰 성공을 거두었지만 미국에서는 73위에 그쳤다. 뒤를 이은 싱글 "IOIO"와 "If I Only Had My Mind on Something Else"는 간신히 차트에 진입했을 뿐이었다. 비지스는 결국 모두 갈라서게 되었다.
모리스는 솔로 활동을 하며 앨범 《The Loner》의 녹음을 시작하였으나 발매되지는 않았다. 그는 싱글 "Railroad"를 발표하고 웨스트엔드 뮤지컬 《Sing a Rude Song》에 출연하였다. 한편 배리는 1970년 2월 솔로 앨범을 녹음했지만 정식 발매를 하지는 못하였고 그의 싱글 "I'll Kiss Your Memory"는 《This Time》 의 뒷 면에 수록되었으나 별다른 관심을 받지 못하였다. 이와 대조적으로 로빈의 앨범 《Robin's Reign》에 수록된 "Saved by the Bell"은 영국 히트곡 2위에 오르면서 유럽과 오스트레일리아에서 성공을 거두었다.

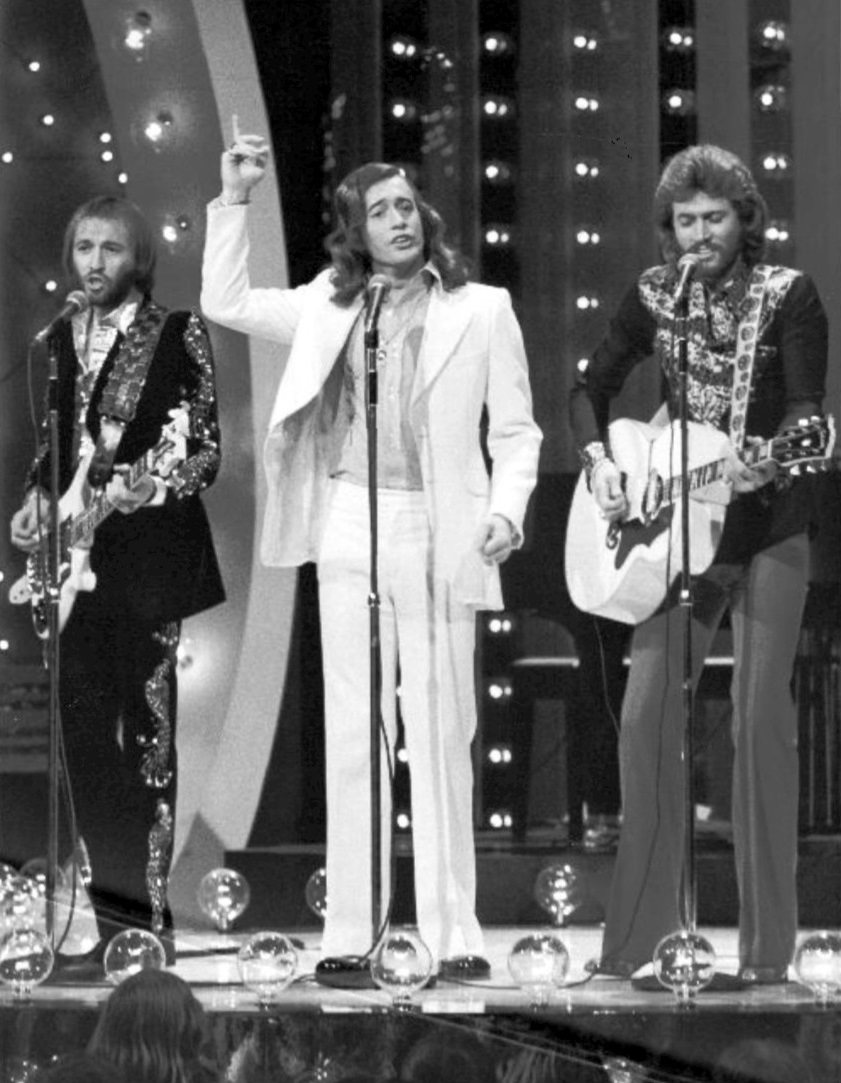
1973년 《미드나잇 스페셜》에서 공연하는 비지스

1970년 여름 비지스는 재결합 하였다. 배리는 휴가 중에 로빈으로부터 "다시 해보자"는 연락을 받았다고 말하였다. 8월 21일 재결합을 발표하며 비지는 다시 헤어지는 일은 없을 것이라 공언하였다. 그룹은 조프 브리지퍼드를 새 드럼 연주자로 영입하였다. 재결합 후 제작한 앨범 《2 Years On 》은 미국에서 10월, 영국에서 11월에 출시되었다.  앨범의 리드 싱글 "Lonely Days"는 미국에서 3위에 올랐다.
1971년 후반 발매된 9집 앨범 《Trafalgar》에 수록된 싱글 "How Can You Med a Broken Heart "는 처음으로 미국 차트 1위를 차지하였고 그래미상 후보로 지명되었다. 그해 말 비지스의 노래가 영화 《작은 사랑의 멜로디》의 사운드 트랙에 포함되었다. 1972년 싱글 "My World"가 미국 차트 16위를 기록하였고, "Run to Me"는 3년 만에 영국 차트 10위 안에 들었다. 브리지퍼드가 그룹을 떠나자 비지스는 새 드럼 연주자를 구하지 않기로 결정하였고 이후 비지스는 배리, 로빈, 모리스 세 형제 만으로 구성되었다.
1973년에 이르러 비지스는 다시 부진을 겪었다. 1974년의 미국과 캐나다 투어 이후 비지스는 소규모 클럽에서 연주하게 되었고 배리는 "잉글랜드에 있는 버틀리의 버라이어티  클럽이라고 들어본 적 있나요?"하고 자조 섞인 농담을 하였다. 비지스는 발라드를 줄이고 리듬 앤 블루스로 전환을 시도하였으나 성공적이지 못하였다.

## 디스코 전향: 토요일 밤의 열기
1975년 초 형제는 에릭 클랩튼의 제안에 따라 크리테리아 스튜디오에서 녹음을 하기 위해 미국 플로리다주 마이애미로 이사하였다. 비지스는 디스코로 전환하기로 결정하였고, 그렇게 제작된 음반 《Main Course》에 수록된 "Jive Talkin' " 이 미국 차트 1위, "Nights on Broadway"가 미국 7위를 차지하며 성공하였다. 이 앨범에서 배리는 이후 비지스의 특징으로 자리잡은 특유의 가성을 사용하였다.
1976년 9월 발매된 앨범 《Children of the World》는 신디사이저 소리와 배리의 가성이 가득한 디스코 음반이었다. 이로서 비지스는 미국에서 열렬한 인기를 누리게 되었지만, 예전의 팬들 가운데 일부는 그들의 디스코 전향을 탐탁치 않게 여겼다. 앨범은 미국 8위까지 올랐다.
앨범의 성공 이후 비지스는 《토요일 밤의 열기》 사운드 트랙 작업에 참여하였고, 이렇게 하여 나온 디스코 음반 《Saturday Night Fever》는 비지스 전체 활동 가운데 정점에 놓이게 되었다. 영화와 사운드 트랙은 대서양의 양쪽 모두에서 큰 반향을 불러 일으켰다. 《토요일 밤의 열기》는 영화 제작 후반 까지도 비지스의 음악을 생각하지 않고 있었다. 존 트래볼타는 자신이 스티비 원더와 보즈 스캑스의 노래에 맞춰 춤을 추고 있었다고 회상하였다. 영화 제작 막바지에 이르러서야 비지스에게 사운드 트랙 의뢰가 들어왔고 형제는 "사실상 주말 한 번에" 노래를 작곡하였다.
영화의 음악을 담당했던 빌 오크스는 비지스의 작업이 디스코 열풍을 시작한 것이 아니라 시들어 가던 열기에 새 생명을 불어넣은 것이라고 평가한다. 사운드 트랙은 그야말로 선풍적인 인기를 누렸다. "How Deep Is Your Love"는 미국 1위, 영국 3위를 차지하였고, "Stayin' Alive "(미국 1위, 영국 4위), " Night Fever"(미국 1위, 영국 1위) 등과 함께 전 세계를 휩쓸며 디스코 전성 시대를 알렸다. 영화의 성공에 힘입어 사운드트랙은 여러 기록을 갱신하여 당시 역사상 가장 많이 팔린 앨범이 되었다.  이 음반은 현재도 가장 많이 팔린 음반 목록 상위권에 들어있다.
1978년 3월 비지스는 "Night Fever"와 "Stayin' Alive"로 미국 차트 2위를 차지했다. 이 때 빌보드 핫 100의 상위 10곡 가운데 5곡이 깁 형제가 작곡한 것이었다. 이 정도의 영향력은 1964년 비틀즈 이후 없었던 일이었다. 배리 깁은 4회 연속 1위를 기록 하여 존 레논과 폴 매카트니의 기록을 무너뜨렸다. 비지스는 《Saturday Night Fever》로 2년에 걸쳐 5개의 그래미상을 수상하였다.
이 시기에 배리와 로빈은 오랜 친구인 오스트레일리아 보컬리스트 사만다 생을 위해 "Emotion"을 작곡하였고 이 곡은 비지스의 백 보컬로 10위 권에 진입했다. 배리는 프랭키 밸리가 공연한 브로드웨이 뮤지컬 《그리스》의 영화 버전 타이틀 곡도 작곡하였고 이 곡도 1위를 기록하였다.
비지스의 압도적인 성공은 디스코와 흥망성쇠를 함께했다. 1979년 말 디스코의 인기가 급격히 하락하자 비지스 역시 인기가 쇠퇴하였다.

## 80년대
1980년대에 들어 형제는 각기 다른 그룹의 음반 제작에 참여하였다. 로빈은 1980년 5월 발매된 지미 러핀의 《Sunrise》를 공동 제작하였다. 여기에는 "Hold On To My Love"와 같은 깁 형제가 작곡한 노래가 포함되었다. 1980년 3월 배리 깁은 바브라 스트라이샌드와 함께 앨범 《Guilty》를 작업하였다. 이 앨범의 모든 곡 제작에 배리가 참여하였으며 일부는 로빈, 모리스가 작사를 하였다. 1981년 비지스는 RSO 레코드를 통해 CD 음반 《Living Eyes》를 발표했다. 그러나 디스코에 대한 여전한 반발로 미국가 영국 모두 40위 권에도 들지 못하였다.
그 이후 비지스는 다른 가수를 위한 작곡에서 더 나은 성적을 보였다. 1982년 디온 워릭의 "Heartbreaker"는 영국 2위를 기록하였다. 1983년 돌리 파튼과 케니 로저스는 비지스가 작곡한 트랙 "Island in the Stream"으로 미국과 오스트레일리아에서 1위를 기록하였고 영국에서도 10위 권에 진입하였다. 비지스가 작곡하고 배리가 공동 제작한 로저스의 앨범 《Eyes That See in the Dark》도 미국 10위 권의 히트작이 되었다. 1983년 《토요일 밤의 열기》의 속편 격으로 제작된 영화 《스테잉 얼라이브》의 사운드트랙은 다시 히트하여 미국 30위 권에 진입하였지만, 예전과 같은 열풍을 보이지는 못하였다.
이 시기 비지스는 표절 시비에 휘말렸다. 시카고의 작곡가 로널드 셀이 "How Deep Is Your Love"의 일부가 자신의 노래 "Let It End"에서 멜로디를 훔쳤다고 주장하였다. 소송은 비지스에게 불리하게 시작되었으나 몇 달 뒤에 뒤집혀 표절이 아니라는 결론을 내렸다.
1983년 8월 배리는 MCA 레코즈와 솔로 계약을 체결하였고 로빈도 세 개의 솔로 싱글을 발표하였다. 모리스도 솔로 싱글 "Hold Her in Your Hand"를 발표했다. 1985년 비지스가 작곡하고 마이클 잭슨이 참여한 다이애나 로스의 앨범 《Eaten Alive》 에 수록된 "Chain Reaction"이 영국과 오스트레일리아에서 1위를 차지하였다.
1987년 발표한 앨범 《E.S.P.》가 2백만 부 이상 팔리며 비지스는 다시 인기를 얻었다. 이 앨범은 6년 만에 나온 앨범이자 워너 레코드에서 제작한 첫 앨범이었다. 수록된 싱글 "You Win Again"은 영국을 포함한 많은 국가에서 1위에 올랐지만 미국에서는 75위의 실망스러운 기록을 보였다. 비지스는 미국 라디오 방송에서 유럽의 히트 싱글을 방영하지 않는다는 불만을 토로하였다. 이 노래는 영국 아이버 노벨로 어워드를 수상하였다.
1988년 3월 10일 뮤지컬 배우로 활동하고 있던 깁 형제의 동생 앤디 깁이 30세의 이른 나이에 사망하였다. 이듬해인 1989년 비지스는 앤디에게 헌정한 노래 "Wish You Were Here"가 수록된 앨범 《One 》을 발표하였다. 앨범 발매 이후 비지스는 10년 만에 세계 투어에 나섰다.

## 90년대
1991년 《High Civilization》 빌매 이후 배리는 심각한 관절염과 함께 허리 통증을 앓았고 더 이상 연주가 가능할 지 의심스러운 상황이었다. 이 무렵 모리스 역시 알콜중독을 인정하고 익명의 알코올 중독자들의 도움을 받기 시작하였다.
1993년에 비지스는 《Size Does n't Everything》 을 발매하였다. 유럽에서의 여전한 인기와 달리 이 앨범 역시 미국에서는 빌보드 핫 10의 74위에 그쳤다. 1997년 발표한 《Still Waters》는 1979년의 영광을 재현하였다. 영국 2위와 미국 11위를 기록한 이 앨범은 RSO 이후 미국에서 가장 성공한 판매 기록을 보였다.
비지스는 1997년 브릿 어워드를 수상하였다. 비지스는 배리의 건강 문제로 더 이상 투어가 어렵다고 보고11월 14일 라스베가스에서 "One Night Only"라는 이름으로 라이브 공연을 하였다. 공연 이후 같은 이름의 세계 투어에 나서 런던 5만 6천 명, 시드니 7만 2천 명의 관중이 모인 가운데 공연을 하였다.
1998년 《토요일 밤의 열기》가 런던의 웨스트앤드와 뉴욕의 브로드웨이에서 뮤지컬로 공연되었다. 비지스는 옛 사운드트랙 외에 뮤지컬을 위해 새로 3 곡을 작곡하였다.

## 21세기
2001년 신곡이 담긴 것으로는 마지막 앨범인 《This Is Where I Came In》을 발매하였다. 이 앨범은 영국 탑 10,  미국 탑 20에 진입하였다.
2002년  마지막 공연 이후 모리스 깁이 2003년 1월 12일 53세의 나이로 사망하였다. 남은 형제는 처음에는 비지스를 계속할 것이라 말했지만, 이후 비지스를 세 형제가 모두 모인 이름으로 남겨두겠다고 발표하였다. 모리스가 사망한 시기 로빈의 솔로 앨범 《Magnet》가 발매되었다. 이 앨범은 그래미상에 선정되었고 배리와 로빈은 모리스의 아들 아담과 함께 눈물을 흘리며 상을 받았다.
2004년 말, 로빈은 독일, 러시아, 아시아에서 솔로 투어를 시작했다. 배리는 클리프 리처드와 함께 "I Cannot Give You My Love"를 녹음하여 영국 20위권 히트 싱글이 되었다. 2006년 2월 배리와 로빈은 당뇨병 연구소를 위한 마이애미 자선 콘서트 무대에서 함께 공연하였다. 모리스 죽음 이후 첫 공개 공연이었다. 같은 해 5월 20일 영국에서 열린 제30회 프린스 트러스트 콘서트에서도 함께 공연하였다. 둘은 2009년 10월 31일 BBC의 스트릭틀리 컴 댄싱에서 공연했으며 11월 17일 ABC-TV의 댄싱 위드 더 스타에 출연했다.
2011년 11월 20일 61세의 로빈 깁이 몇 달 전 간암 진단을 받았다고 발표하였다. 이후 통증으로 거의 모든 활동을 중단하였던 로빈은 2012년 2월 13일 런던에서 열린 상의군인 자선 콘서트에서 마지막으로 공연에 합류하였다. 로빈은 2012년 5월 20일 사망하였다.
2013년 9월에서 10월 사이 홀로 남은 배리는 "형제들과 함께한 평생의 음악"을 기리는 투어를 진행하였다. 2014년 12월 19일 BBC Four가 비지스에 대한 다큐멘터리를 방영하였다. 2016년에 캐피틀 레코드는 새로운 배포 계약을 채결하고 비지스의 판권을 유니버설 뮤직 그룹으로 가져갔다. 2020년 말 공개된 HBO의 다큐맨터리 《비지스: 무너진 가슴은 어떻게 고칠 수 있나》는 애미상을 수상하였다.
형제들의 죽음 이후 배리는 솔로 활동을 하였다.  2021년 1월 8일 세 번째 솔로 정규 앨범 《Greenfields》가 발매되었다. 돌리 파튼, 키스 어번, 미란다 램버트와 같은 음악가들이 함께 한 이 앨범은 비지스의 노래들을 어쿠스틱 스타일로 다시 편곡하여 구성되었다. 이 앨범은 영국과 오스트레일리아에서 모두 1위로 데뷔했으며, 배리는 오스트레일리아 음반 산업 협회 차트 1위를 차지한 최고령 아티스트의 기록을 세웠다. 미국에서도 빌보드 200에서 2위를 기록하며 호평을 받았다.

## 음반 목록

### 정규 음반
| 연도 | 제목                                           | 미국 차트 | 영국 차트 |
| ---- | ---------------------------------------------- | --------- | --------- |
| 1965 | The Bee Gees Sing and Play 14 Barry Gibb Songs | —         | —         |
| 1966 | Spicks and Specks                              | —         | —         |
| 1967 | Bee Gees 1st                                   | #7        | #8        |
| 1968 | Horizontal                                     | #12       | #16       |
| 1968 | Idea                                           | #17       | #4        |
| 1969 | Odessa                                         | #20       | #10       |
| 1970 | Cucumber Castle                                | #94       | #57       |
| 1970 | 2 Years On                                     | #32       | —         |
| 1971 | Trafalgar                                      | #34       | —         |
| 1972 | To Whom It May Concern                         | #35       | —         |
| 1973 | Life in a Tin Can                              | #68       | —         |
| 1974 | Mr. Natural                                    | #178      | —         |
| 1975 | Main Course                                    | #14       | —         |
| 1976 | Children of the World                          | #8        | —         |
| 1979 | Spirits Having Flown                           | #1        | #1        |
| 1979 | Bee Gees Greatest (Compilation)                | #1        | #6        |
| 1981 | Living Eyes                                    | #41       | #73       |
| 1987 | E.S.P.                                         | #96       | #5        |
| 1989 | One                                            | #68       | #29       |
| 1991 | High Civilization                              | —         | #24       |
| 1993 | Size Isn't Everything                          | #153      | #23       |
| 1997 | Still Waters                                   | #11       | #2        |
| 2001 | This Is Where I Came In                        | #16       | #6        |

### 라이브 음반
| 연도 | 제목                             | 미국 차트 | 영국 차트 |
| ---- | -------------------------------- | --------- | --------- |
| 1977 | Here at Last... Bee Gees... Live | #8        | —         |
| 1998 | One Night Only                   | #72       | #4        |

### 사운드트랙
| 연도 | 제목                 | 미국 차트 | 영국 차트 |
| ---- | -------------------- | --------- | --------- |
| 1977 | Saturday Night Fever | #1        | #1        |
| 1983 | Staying Alive        | #6        | #14       |

## 밴드 멤버
타임라인
투어링 멤버 타임라인

## 주해
1. ↑  2002년 연초 정기서훈명단(2002 New Year Honours)에 오른 것이며, 실제 서훈은 모리스 깁 사후 시점인 2004년 5월 27일에 이루어졌다. 사망 이전에 이미 명단에 오른 서훈을 나중에 받는 것이었으므로, 모리스 깁의 서훈에도 지장은 없었다.